# Samuel Calvin (géologue)
Samuel Calvin (2 février 1840 - 17 avril 1911) est un géologue américain.
Il est le premier géologue systématique de l'Iowa, établissant les premières cartes du substrat rocheux et du relief de l'Iowa, et menant des recherches géologiques dans tout l'État. 

## Biographie
Il est né en Écosse, fréquente le Lenox College (aujourd'hui disparu) à Hopkinton, Iowa, où il enseigne ensuite. L'un de ses collaborateurs est Thomas Huston Macbride (en), le célèbre naturaliste de l'Iowa. Calvin devient professeur à l'Université de l'Iowa en 1873 et géologue de l'État de l'Iowa en 1892, et dirige l'Iowa Geological Survey de 1892 jusqu'à sa mort. Calvin documente les lits dévoniens et aftoniens de l'Iowa et est un expert de la faune du Pléistocène. Il est l'un des fondateurs de la revue American Geologist,. Le Calvin Hall de l'Université de l'Iowa porte son nom. Sa collection photographique de scènes de l'Iowa est une collection importante pour les historiens et les géologues. Calvin est président de la Société américaine de géologie en 1908,.